# بروتو ژرمن
بروتو ژرمن (فرانسوی: Bruno Germain‎؛ زادهٔ ۲۸ آوریل ۱۹۶۰) بازیکن سابق و مربی فوتبال اهل فرانسه است.
از باشگاه‌هایی که در آن بازی کرده‌است می‌توان به باشگاه فوتبال نانسی، باشگاه فوتبال المپیک مارسی، و باشگاه فوتبال آنژه، باشگاه فوتبال پاری سن ژرمن، باشگاه فوتبال المپیک مارسی، و باشگاه فوتبال المپیک مارسی، اشاره کرد.
وی همچنین در تیم ملی فوتبال فرانسه بازی کرده‌است.